# 봉의 5

라이더-웨이트 타로 덱에서 봉의 5

봉의 5는 봉의 슈트의 플레잉 카드이다. 타로에서는 소 아르카나 카드이다. 이는 카드 독자가 "소 아르카나"라고 부르는 카드의 일부이다.
타로 카드는 유럽 전역에서 타로 카드 게임을 하는 데 사용된다.
게임이 거의 알려지지 않은 영어권 국가에서는 타로 카드가 주로 점술 목적으로 사용되었다.

## 점술 목적
스포츠나 투쟁에서와 마찬가지로 젊은이들의 봉이 번쩍거리고 있다. 이는 일종의 모의 전쟁을 묘사하며 다음과 같은 의미를 지닌다 : 모방, 다른 사람들과 함께 참여하는 것.

또한, 모의전은 풍성한 경쟁과 부와 재산 추구를 위한 투쟁을 상징하며, 이는 경고, 약혼, 투쟁이나 중요한 것을 위해 싸울 준비가 되어 있음을 의미한다. 이 카드는 본인 것이라고 생각하는 것을 잃지 않도록 방어하라고 말한다. 또한, 금전적인 취득을 예언하는 카드이다 : 이득의 카드.

## 주요 의미
봉의 5의 주요 의미:
- 걱정
- 충돌
- 불쾌
- 싸움
- 노력